# Luven

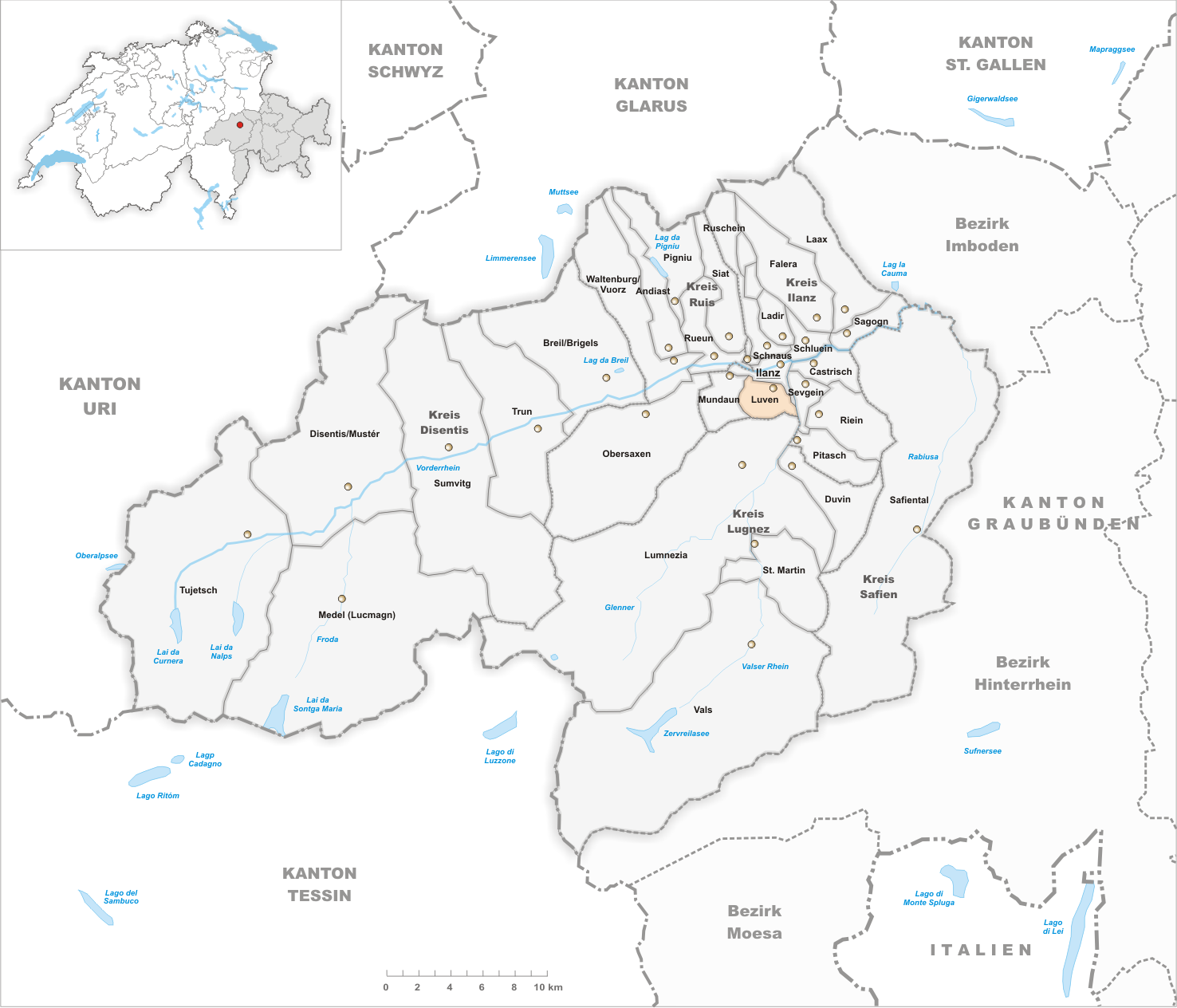
Gemeindestand vor der Fusion am 1. Januar 2014

Historisches Luftbild von Werner Friedli vom Juni 1949

Luven ([ˈluːvən]ⓘ, deutsch und bis 1943 offiziell Luvis) ist eine Fraktion der Gemeinde Ilanz/Glion im Schweizer Kanton Graubünden. Bis Ende 2013 bildete es eine eigene politische Gemeinde.

## Geographie
Das Dorf liegt am nordöstlichen Abhang des Piz Mundaun rund zwei Kilometer südwestlich von Ilanz. Vom gesamten Siedlungsgebiet von 683 ha sind 345 ha landwirtschaftlich nutzbar. Weitere 293 ha sind von Wald und Gehölz bedeckt; 31 ha sind Siedlungsfläche und die restlichen 14 ha unproduktive Fläche. Luven grenzte bis am 31. Dezember 2013 an Ilanz, Sevgein, Cumbel, Morissen und Mundaun.
Einzelne Häuser am Dorfplatz stammen aus dem 16. Jahrhundert. Bemerkenswert ist auch die Zahl an gestrickten Stallbauten aus dem 19. Jahrhundert, die jedoch heute wegen der veränderten Landwirtschaftsnutzung und als Folge der Melioration von 1979 bis 1999 leer oder halb zerfallen die Maiensässlandschaft prägen. Ansätze für deren Erhaltung und den Umbau in saisonale Zweitwohnungen scheitern oft an den bestehenden Baugesetzen. Oberhalb von Luven befindet sich unweit des Piz Mundaun das historische Aussichtshotel Bündner Rigi.
Das ehemalige Gemeindegebiet erstreckt sich von 768 m. ü. M. bis auf 1604 m. ü. M. in den Naturraum des Aussichtsberges Piz Mundaun und Obersaxen. Der Tourismus, das Bau- und Kleingewerbe und der Zweitwohnungsbau sichern einem Grossteil der Bevölkerung die Existenz. 

## Geschichte
Das Dorf Luven hat eine lange Geschichte. Erste historische Beweise für die Besiedlung dieser Region stammen aus der Bronzezeit (ca. 1800 bis 800 v. Chr.). Der Fund einer Bronzeschnalle, die heute im Rätischen Museum in Chur begutachtet werden kann, zusammen mit den Resten eines Skelettes in einem mit Platten gut gebauten Grab in einer Kiesgrube im Val Pilac (Quadras) im Jahr 1887, lässt vermuten, dass es bereits in der Bronzezeit bewohnt war. Auch die Präsenz der Römer, die 15 v. Chr. in Rätien einfielen, kann mit Münz-, Keramik- und Gerätefunden belegt werden. Urkundlich erstmals erwähnt wird Luven im Jahr 765 als Lobene im Testament von Bischof Tello.
765 sind Weinberge unterhalb von Luven erwähnt. Gemäss Churrätischem Reichsgutsurbar besass Luven Mitte des 9. Jahrhunderts einen Priester und war eine Pfarrei, wurde aber später St. Martin in Ilanz angeschlossen. Die Burgruine Castelberg der gleichnamigen Adelsfamilie liegt unterhalb des Lugnezerwegs.
Im Mittelalter bestanden nach dem bischöflichen Einkünfterodel von 1290/98 und dem Luviser Anniversar zwölf Aussenhöfe (colonias), darunter als bedeutendste Maséras und Tschuppina. 1488 wurde die Trennung der Kirche St. Stephan und Florin von Ilanz eingeleitet. Die Ablösung und der Übergang zur Reformation erfolgten 1526. In der Kirche mit ihrem romanischen Turm steht noch ein schwerer Taufstein aus dem 14. Jahrhundert.
Ein Brand zerstörte 1760 beinahe das ganze Dorf.
Im 19. Jahrhundert gab es eine grosse Auswanderungswelle aus Luven, zahlreiche Kinder frönten der Schwabengängerei. Obwohl Luven ein Bergbauerndorf geblieben ist, pendeln manche Bewohner in die Gruob oder bis ins Rheintal nach Chur zu ihrem Arbeitsplatz. Die Errungenschaften der Moderne haben den heutigen Bewohnern eine gesicherte Existenz ermöglicht, was auch den Erhalt der rätoromanischen Sprache sicherte.
Am 1. Januar 2014 fusionierte Luven mit den damaligen Gemeinden Castrisch, Duvin, Ilanz, Ladir, Pigniu, Pitasch, Riein, Rueun, Ruschein, Schnaus, Sevgein, Siat zur neuen Gemeinde Ilanz/Glion. Die Eingemeindung mit Ilanz hat Luven den Vorteil, seine ehemaligen autonomen Gemeindeaufgaben und die Infrastruktur mit dem angrenzenden Regionalzentrum zu teilen.

## Wappen
| Wappen von Luven | Blasonierung: «In Rot eine aufgeschlagene silberne (weisse) Bibel mit den schwarzen Buchstaben Alpha und Omega.» |
| Wappen von Luven | Die Bibel aus dem Gemeindesiegel erinnert an den Übertritt der Gemeinde zum evangelischen Glauben.               |

## Bevölkerung
| Bevölkerungsentwicklung | Bevölkerungsentwicklung | Bevölkerungsentwicklung | Bevölkerungsentwicklung | Bevölkerungsentwicklung | Bevölkerungsentwicklung |
| ----------------------- | ----------------------- | ----------------------- | ----------------------- | ----------------------- | ----------------------- |
| Jahr                    | 1850                    | 1900                    | 1950                    | 2000                    | 2013                    |
| Einwohner               | 297                     | 259                     | 208                     | 183                     | 181                     |

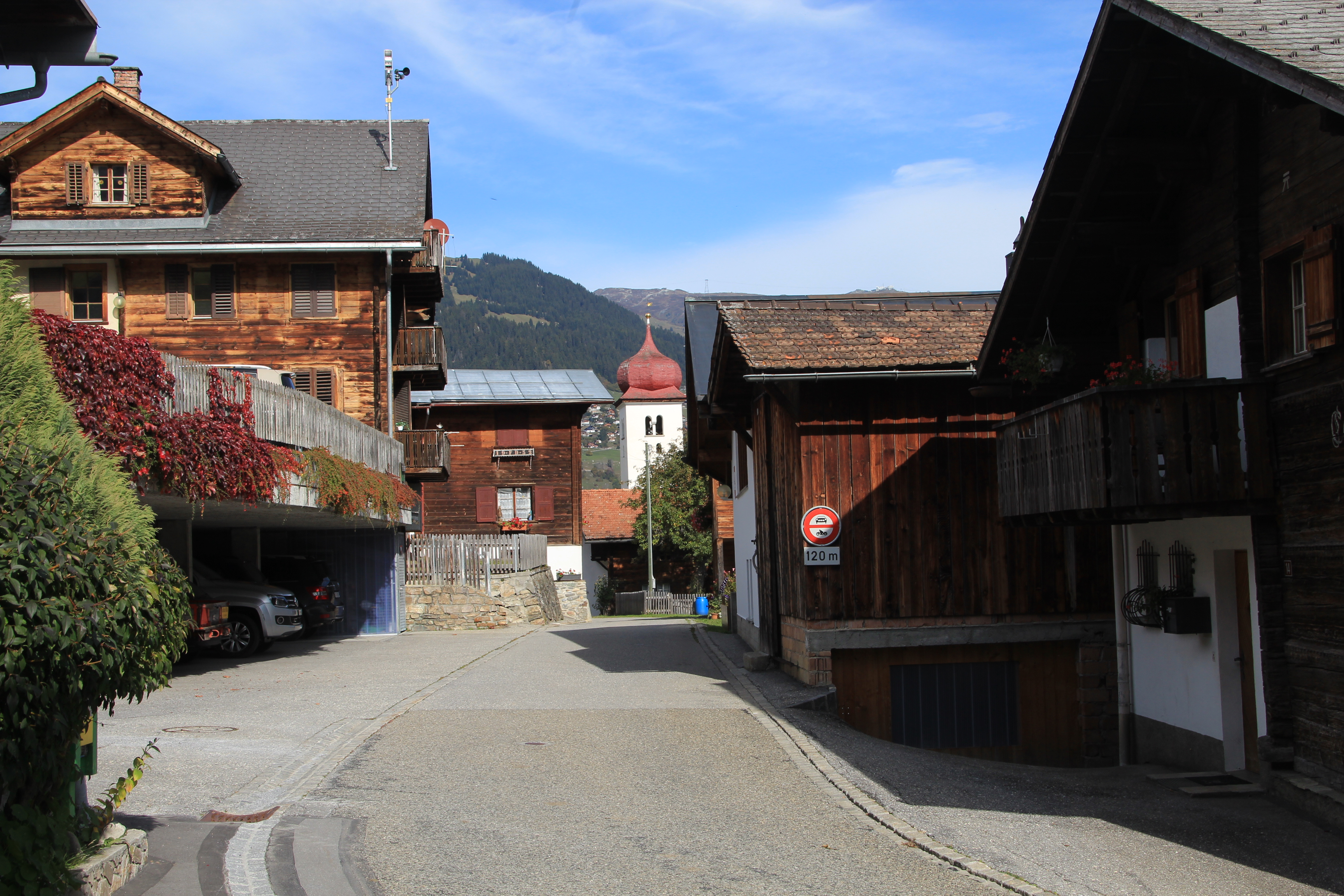
Dorfzentrum

Von den 204 Bewohnern waren 201 Schweizer Staatsangehörige (Ende 2004). Die Bevölkerung spricht mehrheitlich Sursilvan und ist hauptsächlich reformiert.
Die Reformierte Kirchgemeinde Luven ist selbstständig. Sie ist Teil der Pastorationsgemeinschaft Luven/Flond/Pitasch/Duvin.

## Sehenswürdigkeiten
Unter Denkmalschutz steht die reformierte Dorfkirche. Auf dem Luvener Gemeindegebiet stand bis zum 2. Dezember 2018 die höchstgewachsene Fichte der Schweiz, die Panera.